# بیلی (دهانه)
بیلی یک دهانه برخوردی در ماه‌ است.

## دهانه‌های اقماری
این دهانه ۷ دهانه اقماری دارد.
| Billy | عرض جغرافیایی | طول جغرافیایی | قطر          |
| ----- | ------------- | ------------- | ------------ |
| A     | ۱۴.۳° S       | ۴۶.۳° W       | ۷.۰ کیلومتر  |
| C     | ۱۶.۱° S       | ۴۹.۰° W       | ۶.۰ کیلومتر  |
| B     | ۱۲.۲° S       | ۴۷.۶° W       | ۲۵.۰ کیلومتر |
| E     | ۱۵.۰° S       | ۴۹.۶° W       | ۲.۰ کیلومتر  |
| D     | ۱۴.۹° S       | ۴۸.۳° W       | ۱۱.۰ کیلومتر |
| H     | ۱۵.۶° S       | ۴۹.۶° W       | ۳.۰ کیلومتر  |
| K     | ۱۲.۹° S       | ۴۸.۷° W       | ۴.۰ کیلومتر  |